# Anaperochernes ambrosianus
Anaperochernes ambrosianus är en spindeldjursart som beskrevs av Beier 1964. Anaperochernes ambrosianus ingår i släktet Anaperochernes och familjen blindklokrypare. Inga underarter finns listade i Catalogue of Life.